# Tramlijn Hilversum - 's-Graveland
De tramlijn Hilversum - 's-Graveland was een metersporige paardentramlijn in Noord-Holland van Hilversum naar 's-Graveland. 

## Geschiedenis
De lijn werd geopend in 1887 door de 's-Gravelandsche Tramweg-Maatschappij als paardentramlijn. In 1889 werd een nieuw tracé door Hilversum gelegd via de Bussummerstraat en de Kerkbrink. Van 1893 was er een zijlijn vanaf de Kerkbrink naar het Suzannapark aan de Vaartweg. Op 1 oktober 1923 werd de lijn tussen Hilversum en 's-Graveland gesloten.